# Olga Brasil da Luz
Olga Brasil da Luz (Florianópolis, 16 de fevereiro de 1924 — Florianópolis, 6 de fevereiro de 2007), foi uma professora e política brasileira. Foi uma das primeiras vereadoras de Florianópolis. 

## Primeiros anos e carreira
Nascida em 1924, seu pai era Luiz Gonçalves da Luz e sua mãe Lauricy Brasil da Luz, contou com a ajuda deles para se alfabetizar. Foi aluna de Antonieta de Barros, tendo estudado no Grupo Escolar Lauro Muller, no Colégio Coração de Jesus e depois cursado filosofia.
Em 1945 obteve o diploma do magistério e começou a dar aulas de francês e história no Grupo Escolar Olívio Amorim, na Trindade. Em 1948 passou a dar aulas em Biguaçu, no Grupo Escolar José Brasilício. Em 1950 tornou-se professora no Grupo Escolar Lauro Muller, onde havia sido aluna. Em 1958 criou a Escola Alferes Tiradentes, da qual era diretora. A escola funcionava até a 4º série, e dali os alunos seguiam para outras grandes escolas públicas como o Instituto Estadual de Educação ou o Colégio de Aplicação da Universidade Federal de Santa Catarina. Por seu empenho na educação, recebeu diversas homenagens durante sua vida.
Além de educadora, Olga também era catequista, ministra de eucaristia e foi sócia-fundadora e participante do Soroptimist International|Clube Soroptimista de Florianópolis.

## Vereadora de Florianópolis
No fim dos anos 1950, se candidatou para o cargo de vereadora pelo antigo Partido Social Democrático, recebendo 538 votos, o que a tornou a quarta suplente para a 4ª Legislatura (1959-1963). Tomou posse no dia 14 de Novembro de 1960. Em 1962, recebeu 521 votos, se tornando 3ª suplente. Em paralelo, seguiu seu trabalho de educadora. Em 1968 foi nomeada por concurso para o cargo de diretora do Grupo Escolar Venceslau Bueno, na Palhoça.

## Morte e legado
Olga faleceu no dia 6 de fevereiro de 2007 de insuficiência respiratória, no Hospital de Caridade, em Florianópolis, dez dias antes de completar 83 anos. Foi sepultada no Cemitério da Irmandade do Senhor dos Passos, que fica atrás do hospital. Não teve filhos.
O plenário da Câmara de Vereadores de Florianópolis tem como nome oficial Plenário Vereadora Olga Brasil, e uma foto de Olga está presente na Galeria Lilás, onde são registradas todas as mulheres vereadoras. Por muito tempo, se considerou que Olga tinha sido a primeira vereadora da capital catarinense, até pesquisas históricas identificarem que Eulina Marcellino assumiu o cargo em 1951.